# Саконнакхон (аэропорт)
Аэропорт Саконнакхон (тайск. ท่าอากาศยานสกลนคร), (ИАТА: SNO, ИКАО: VTUI) — аэропорт совместного базирования, обслуживающий коммерческие авиаперевозки города Саконнакхон (одноимённой провинции, Таиланд). Находится под управлением государственной компании Аэропорты Таиланда и Королевских военно-воздушных сил Таиланда.

## Общие сведения
Аэропорт Саконнакхон расположен на высоте 161 метр над уровнем моря и эксплуатирует одну взлётно-посадочную полосу 05/23 размерами 2600х45 метров с асфальтовым покрытием.

## Авиапроисшествия и инциденты
- 23 сентября 1976 года. Douglas C-47A (регистрационный L2-40/15), принадлежавший Королевским военно-воздушным силам Таиланда, получил значительные повреждения в результате прерванного взлёта. Самолёт не восстанавливался[1].